# Katedra Narodzenia Najświętszej Maryi Panny w Addis Abebie
Katedra Narodzenia Najświętszej Maryi Panny – archikatedra katolicka w centrum Addis Abeby, w dzielnicy Piazza, główna świątynia Kościoła katolickiego obrządku etiopskiego i archieparchii Addis Abeby, kościół parafialny, w którym nabożeństwa odprawia się w języku amharskim i gyyz dla wspólnoty liczącej 5200 wiernych. Do kościoła przylega rezydencja kardynała Berhaneyesusa Birhaneyesusa CM, zwierzchnika metropolii i całego Kościoła katolickiego obrządku etiopskiego.

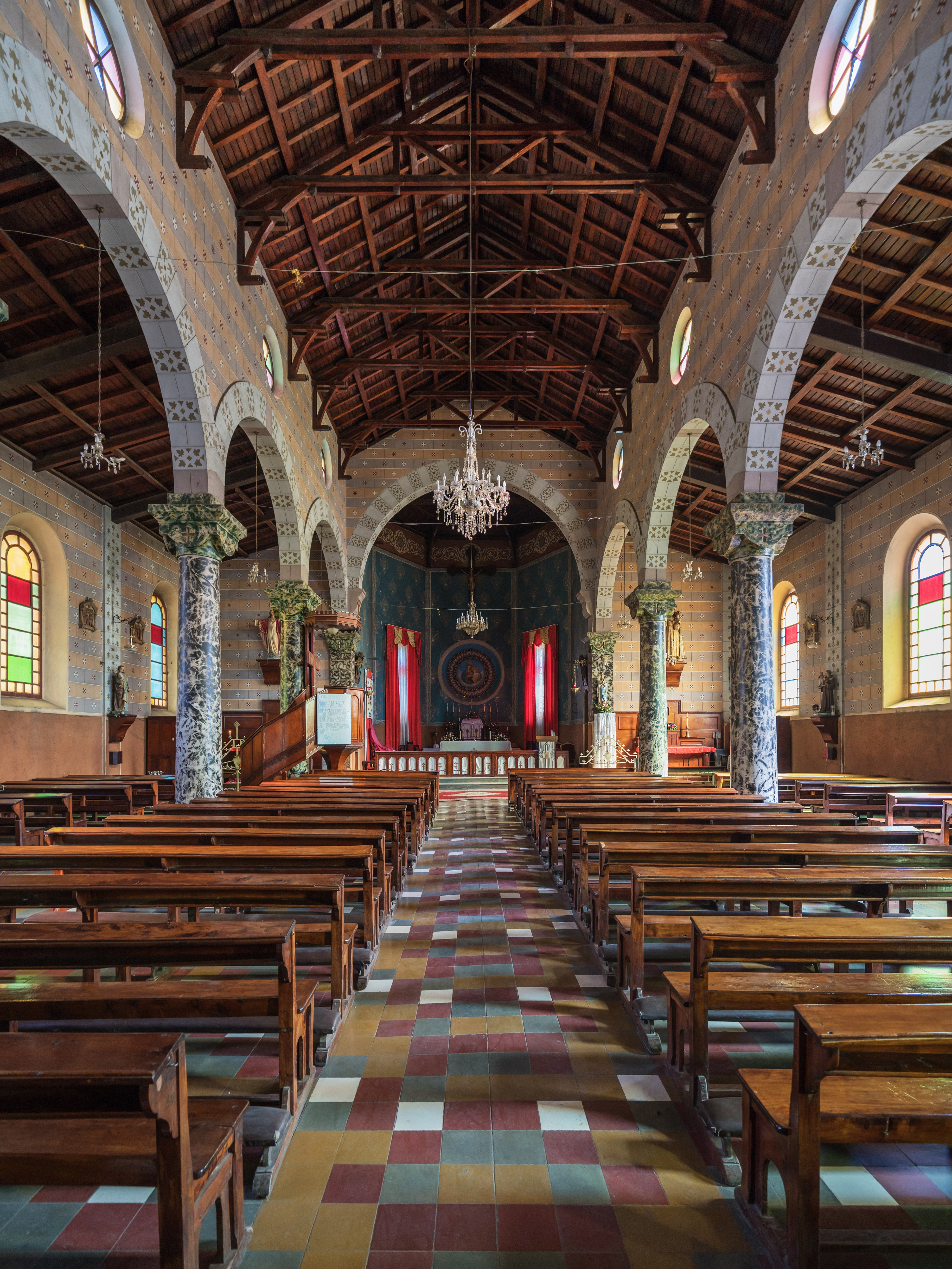
Wnętrze katedry.